# Polina Mendeléef
Polina Mendeléef, ook gekend als Polina Mendelejev, (Kazan (Rusland), 25 december 1888 - 19 mei 1958), was een genaturaliseerd Belgisch bacterioloog en kankeronderzoeker. Ze was de jongste dochter van de Russische chemicus Dmitri Mendelejev, die het periodiek systeem van chemische elementen ontwikkelde, en van zijn tweede vrouw, de kunstschilder Anna Popova.

## Biografie
Mendelejev volgde in Moskou een opleiding aan de Universiteit van Guery. Na haar actieve betrokkenheid bij een intellectuele opstand tegen het tsaristisch regime in 1906 belandde ze in ballingschap. In 1907 zocht ze haar toevlucht in Duitsland. Daar behaalde ze in 1913 het doctoraat in de dierkunde aan de Universiteit van Freiburg im Breisgau.

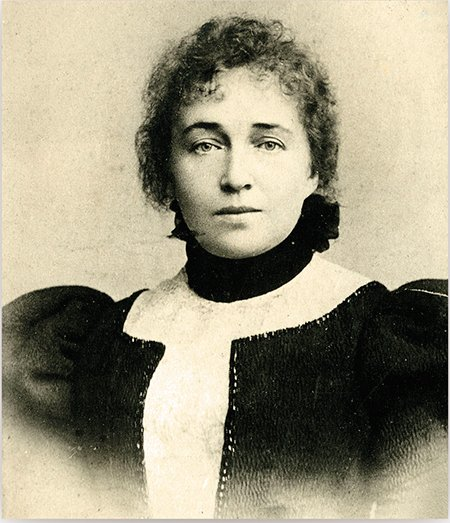
Anna Ivànovna Popova (moeder van Polina Mendeléef)

Bij het uitbreken van de Eerste Wereldoorlog, in 1914, verbleef Polina in Parijs. Ze was er hoofd van het bacteriologisch laboratorium in het Saint-Quentin ziekenhuis. Na de oorlog verhuisde ze naar België en begon als medewerker bij Maurice Philippson in het laboratorium  van de Faculteit der Wetenschappen aan het Instituut voor Fysiologie van de  Université libre de Bruxelles (ULB). Als 'assistent buiten kader' had ze geen werkzekerheid en ontving ze geen salaris. De wetenschapper en zakenman Philippson verloonde haar werk met eigen middelen. Na zijn overlijden werd ze door de universiteit betaald. In 1926 ging haar werkterrein specifieker richting kankeronderzoek. In die periode verkreeg Mendelejev de Belgische nationaliteit. Ze werd benoemd tot hoofd van het onderzoek aan de faculteit geneeskunde van de Université libre de Bruxelles in 1932. Drie jaar later werd ze medewerker in het laboratorium voor anatomopathologie bij Albert Dustin.  Ze promoveerde in 1945 tot statutair lid van de Faculteit der Geneeskunde. Polina Mendejev overleed op 19 mei 1958.